# 眼斑龍蝦
眼斑龍蝦（學名：Panulirus argus）是棲息在西大西洋的礁堡及紅樹林的一種龍蝦。

## 特徵
眼斑龍蝦的身體呈長圓柱狀，表面覆蓋著棘刺。其眼柄后方的兩條棘刺（所有龙虾都有这对棘刺）比其他种类的龙虾要大得多，并且明显向前弯曲，如同一對角，眼柄则在“角”下向两侧伸出。它們一般呈橄欖綠色或褐色，也有黃褐色至红褐色。甲殼上散佈了黃色至奶白色斑點，腹部的斑點較大。它們沒有爪。第一對觸角幼長，呈黑色或深褐色，且是二支的。第二對觸角比身體還要長，覆蓋著向前的棘刺，底部較厚，有時有藍色點綴。腳上有藍色及黃色的橫紋。腹部體節光滑，中間有淺溝。每一對游泳足及尾葉都是黃色及黑色的。
“眼斑”一次来源于其拉丁学名“阿耳戈斯”，但实际上几乎所有龙虾均有类似的眼斑。
眼斑龍蝦一般長20厘米，最長可達60厘米，在其分佈地受到漁獵。

## 生物學
雌性眼斑龍蝦會在體外帶著卵並將之孵化。幼體出生時的體型很微少及可以自由游泳。經過幾次脫殼後，它們會走到海床及棲息在礁堡的洞穴或石縫間或紅樹林樹根之間。它們會脫殼來讓身體長大，新的外骨骼初時是柔軟的，及後會硬化。於此時，它們很易被掠食，故會先躲起來直至外骨骼完全堅硬。它們會吃碎屑、植物、動物及魚類屍體等。
眼斑龍蝦是夜間活動的，日間會躲起來。它們天敵有八爪魚、鉸口鯊、鱗魨科、蠵龜、港海豹、寬吻海豚屬及魟科，而最大的掠食者則為人類。雖然它們一般會留在遮蔽處，但數量多達數百隻以上時，就會在海床排列及游行。這種遷徙的目的不明，由於一般會在冬天時進行，估計是受到水溫下降的影響。

## 棲息地
眼斑龍蝦分佈在由巴西至北卡羅來納州水深達90米的地方，並包括整個墨西哥灣及加勒比海、巴哈馬及南美洲東部，亦有指在西非也見到它們的蹤影。雖然它們分佈在整個墨西哥灣，但在北方的一般只棲息在水深33米的地方，可能是受到季節性水溫變化的影響。在佛羅里達半島南部及整個巴哈馬和加勒比海，它們都是棲息在淺水區。它們一般喜歡有一些遮蔽處的地方，如珊瑚礁、人工魚礁、多孔動物門、橋墩、木橋防撞墊、碼頭及紅樹林的根部。

## 食用
眼斑龍蝦是著名的海鮮食物。在巴哈馬是出口最多的食物，在商業價值足可比美佛羅里達礁島群的捕蝦業。

### 漁業
在佛罗里达州，捕捉眼斑龍蝦的季節是於8月初至翌年1月末。在捕捉季節開始前有幾日可供休閒垂釣。